# (34666) Bohyunsan
(34666) Bohyunsan est un astéroïde de la ceinture principale.

## Description
(34666) Bohyunsan est un astéroïde de la ceinture principale. Il fut découvert le 4 décembre 2000 à Bohyunsan par Young-Beom Jeon et Byung-Chol Lee. Il présente une orbite caractérisée par un demi-grand axe de 3,17 UA, une excentricité de 0,15 et une inclinaison de 0,5° par rapport à l'écliptique.

## Compléments